# تیم ملی والیبال زنان کاستاریکا
تیم ملی والیبال زنان کاستاریکا تیم ملی والیبال زنان کشور کاستاریکا است.